# Ramat Cva'im
Ramat Cva'im (hebrejsky: רמת צבאים), tedy Gazelí výšina, je náhorní plošina o nadmořské výšce 111 metrů v severním Izraeli, na pomezí Dolní Galileji a příkopové propadliny Jordánského údolí.
Leží cca 25 kilometrů jižně od města Tiberias. Jde o součást mohutného terénního zlomu, který sleduje v délce desítek kilometrů Jordánské údolí podél jeho západní strany. Do toho zlomového pásu patří severně odtud vrchoviny Ramat Kochav, Ramat Porija nebo Hory Naftali, jižně odtud pohoří Gilboa. Ramat Cva'im zároveň tvoří jihovýchodní část rozsáhlé planiny Ramot Isachar.
Na východním okraji terén spadá do zemědělsky využívaného údolí řeky Jordán s vesnicí Chamadja, kam směřují také vádí Nachal Chamadja nebo Nachal Došen. Ještě výraznější je terénní reliéf na severní straně vysočiny, kde spadá do kaňonu vádí Nachal Jisachar, na jehož protější straně se zvedá daleko výraznější vysočina Ramat Kochav. Poměrně pozvolný je sklon svahů směrem k jihu do Charodského údolí, kterým protéká tok Nachal Charod živený z Ramat Cva'im přitékajícími vádí Nachal Kipodan, Nachal Nachum nebo Nachal Pachat. Na úpatí vysočiny zde v tomto údolí stojí vesnice Sde Nachum a Bejt ha-Šita. Téměř se ho dotýká také město Bejt Še'an. Na severozápadní a západní straně je ohraničení vysočiny nezřetelné, protože plynule navazuje na další části výšin Ramot Isachar, konkrétně Ramat Moledet oddělenou mělkým údolím toku Nachal Cva'im.
Vlastní vrcholové partie Ramat Cva'im jsou převážně mírně zvlněné, odlesněné a zemědělsky využívané. Výraznější povrchová modelace se vyskytuje pouze na východním okraji obce Bejt ha-Šita, kde se zvedají vrchy Giv'at Kipodan a Giv'at Cva'im. Nejvyšší kóta vysočiny ale má nevýrazný charakter a leží v její severní části. Osídlení je zde řídké a je soustředěno do výše zmíněných obcí ležících pod úpatím vysočiny. Nedaleko od severozápadního okraje dotčené oblasti stojí ještě dvě vesnice Moledet a Ramat Cvi. Na východní okraj náhorní planiny pak byla počátkem 21. století vložena průmyslová zóna Cva'im.